# آلبا سولیس
آلبا سولیس (اسپانیایی: Alba Solís‎؛ ‏ ۱۸ اکتبر ۱۹۲۷ – ۳ فوریهٔ ۲۰۱۶) بازیگر و خواننده ایتالیایی‌تبار اهل آرژانتین بود.
از فیلم‌هایی که وی در آن‌ها نقش داشته‌است، می‌توان به گوشت اشاره نمود.